# 山珠俳句会
「山珠俳句会」(さんじゅはいくかい)は、句会。2013年8月19日、著名なお菓子研究家の竹谷亮子を先達として、横浜市南区庚台で創立される。

## 俳風
創立以来、先達竹谷亮子の指導により、まずは与えられた兼題から頭に浮かんだことをそのまま飾らずに17文字に詠むことを求められる。「5字・7字・5字の区切りを数えることは脳トレになる」「日記をつける代わりに詠め」「立春・立夏・立秋・立冬の季節の区切りを感じることだけでも素晴らしい」等の先達の肩肘をはらない気楽な創作方針のもと、久保山南町内会の協力を得て、ｼﾆｱｸﾗﾌﾞ山珠会々員等のまったくの素人の地域住民を核として始まった。2015年3月1日、曹洞宗の在家得度者で、俳句暦30年を超える望月明が参加し、俳句のレベル向上に努めた。2015年8月24日竹谷亮子の逝去に伴い、望月明、富田義之、永田治夫等が先達の精神を継承し深化させることを目標に主宰となった。、毎月の俳句のカットは、永田治夫が担当している。永年、スーパーなどで、ポップ類の制作を手掛けた経験を活かし、軽快で親しみやすい挿し絵を提供している。

## 誌上句会の活動
▪毎月1回作品を集約、誌上句会としてｼﾆｱｸﾗﾌﾞ会報『山珠』に掲載、そして、久保山南町内会の協力を得て11箇所の掲示板で公開、とても文化的、地域に潤いが感じられるようになった等地域住民から大好評を得ている。実際、町内会の掲示板の多くは、役所の公報や町内会の連絡事項などを貼ってあるだけのものが多い中で、俳句が掲示されているものは珍しい。
▪毎月作られた俳句を1年に一度句集として冊子にし、また、ブログに掲載している。尚、2020年は[花の歳時記]、2021年は[野菜の歳時記]、2022年は[果物の歳時記](予定)と題して、句集を発行している。

## 主宰
- 初代 竹谷亮子(2013年8月19日-2015年8月24日)
- 二代 望月明(2015年8月25日-2016年8月25日)
- 三代 富田義之(2016年8月26日-2018年2月5日)
- 四代 田中牧(2018年2月6日-2019年4月5日)
- 五代 永田治夫(2019年4月6日-2019年8月2日)
- 六代 田中牧(2019年8月3日-   )

## 主な参加者
- たまおり
- あきら(望月明)
- 我翔
- 台水
- 土筆(次元短歌会同人)
- 須子
- じせん
- 京
- みさこ
- としこ
- 蒼穹
- さくら
- かつなり(小野勝也)
- 利明
- 白桜子
- きょう

## 地域の文化活動の中核としての俳句会
久保山地域では、山珠俳句会を核として、2013年11月18日、永田治夫、富田義之等を中心ﾒﾝﾊﾞｰとして、ｼﾆｱｸﾗﾌﾞ山珠会が創立された。ｼﾆｱｸﾗﾌﾞの活動は、「生活を豊かにする楽しい活動(趣味･ﾚｸﾘｴｰｼｮﾝ)」と「地域を豊かにする社会活動(社会奉仕活動)」の2つに大別される。そして、高齢者による様々な趣味･ﾚｸﾘｴｰｼｮﾝ活動の中で、必ずと言っても過言でない位に、全国津々浦々で、最も活発なのが「句会･短歌」である。その主な理由として、①紙と鉛筆さえあれば創作できるので、お金がかからない。②特に、俳句は「世界で一番短い定型詩」という特徴を持った日本の誇る文化である。③約束事は、五七五という「定型」にはめること、季節を表す「季語」を入れることの二つだけ。創作が容易で、高齢化が益々進む現代において、認知症予防になる。④自分は詠まなくても、他人の俳句を読んで楽しむことで、地域住民の交流が出来て、孤独死などを防ぐことができる、等が指摘されている。
2019年4月、当会の中心メンバーの永田治夫、津金操子等が久保山南町内会の役員に就くと同時に創刊された地域誌[ネット真実久保山](年10回刊行)の誌面に、月例俳句会の作品が掲載されることになった。これにより、草の根からの久保山地域の文化活動が一歩進んだと言って良い。